# Evgenij Somov (nuotatore)
Evgenij Igorevič Somov (in russo Евгений Игоревич Сомов?, traslitterato anche Evgenii Somov; San Pietroburgo, 28 gennaio 1999) è un nuotatore russo, specializzato nello stile libero e nella rana.

## Biografia
Evgenij Somov è nato a San Pietroburgo il 28 gennaio 1999. Ha esordito a livello internazionale nel 2015 partecipando al XIII Festival olimpico estivo della gioventù europea a Tbilisi in Georgia, dove ha vinto la medaglia di bronzo nei 200 metri misti e la medaglia d'oro nella staffetta 4x100 stile libero insieme a Ivan Girëv, Kliment Kolesnikov e Pavel Tatarenko.
Ai Campionati europei giovanili di nuoto 2017 ha conquistato la medaglia d'oro nei 200 metri rana, l'argento nei 100 metri rana e il bronzo nei 50 metri rana. Si è inoltre classificato al secondo posto con la staffetta russa nei 4x100 misti e nuovamente secondo con la staffetta mista nei 4x100 misti.
Sempre nel 2017 ai Campionati mondiali giovanili di nuoto 2017 ad Indianapolis ha conquistato due medaglie con la staffetta russa : l'oro nei 4x100 misti e il bronzo nella staffetta mista 4x100 misti.
A 18 anni è entrato in contatto con un allenatore russo dell'Università di Louisville, in Kentucky, riuscendo ad ottenere una borsa di studio e si è quindi trasferito negli Stati Uniti. Duranti gli anni di università ha vinto la gara delle 100 iarde rana della National Collegiate Athletic Association per cinque anni di seguito.
Nel 2021 non è riuscito per poco a conquistare un posto nella delegazione russa ai Giochi della XXXII Olimpiade di Tokyo e la delusione gli ha fatto temporaneamente perdere interesse nel nuoto agonistico.
Terminati gli studi a Louisville si è trasferito a Fremont, in California, dove ha trovato lavoro come allenatore di nuoto. Dopo aver conosciuto un allenatore di Oakland si è trasferito in tale città, collaborando stabilmente con lui come allenatore.
A dicembre 2023, mentre accompagnava alcuni suoi giovani allievi ad una sessione di gare nel sud della California, Somov ha deciso di iscriversi anche lui alle competizioni per verificare la propria forma fisica. Nonostante il pochissimo allenamento ha vinto la gara delle 100 iarde rana con il tempo di 51"1, appena un decimo più lento del proprio record personale su tale distanza. L'ottimo risultato lo ha convinto a provare a qualificarsi per i Giochi olimpici di Parigi, come atleta individuale dal momento che la Russia era esclusa dalle competizioni.
A maggio 2024 all'Atlanta Classic ha nuotato i 100 metri rana in 58"72, scendendo per la prima volta sotto il minuto e stabilendo il nuovo record nazionale russo su tale distanza.
Ai Giochi olimpici di Parigi del 2024 è l'unico atleta russo ad essere ammesso alle gare di nuoto, in qualità di atleta individuale neutrale. Ha partecipato alle gare dei 50 metri stile libero, fermandosi alle batterie, e 100 metri rana, chiudendo la gara in semifinale con il tredicesimo tempo complessivo. 

## Palmarès
- Campionati mondiali giovanili di nuoto 2017

oro nella staffetta 4x100 misti, bronzo nella staffetta mista 4x100 misti
- Campionati europei giovanili di nuoto 2017

oro nei 200 metri rana, argento nei 100 metri rana, bronzo nei 50 metri rana, argento nella staffetta 4x100 misti, argento nella staffetta mista 4x100 misti
- XIII Festival olimpico estivo della gioventù europea

oro nella staffetta 4x100 stile libero, bronzo nei 200 metri misti